# Martin Tenk
Martin Tenk, né le 8 février 1972 à Ostrava, est un tireur sportif tchèque.

## Carrière
Martin Tenk participe aux Jeux olympiques de 2000 à Sydney et remporte la médaille de bronze dans l'épreuve du pistolet 50 mètres.